# Don Frederiks veldtocht

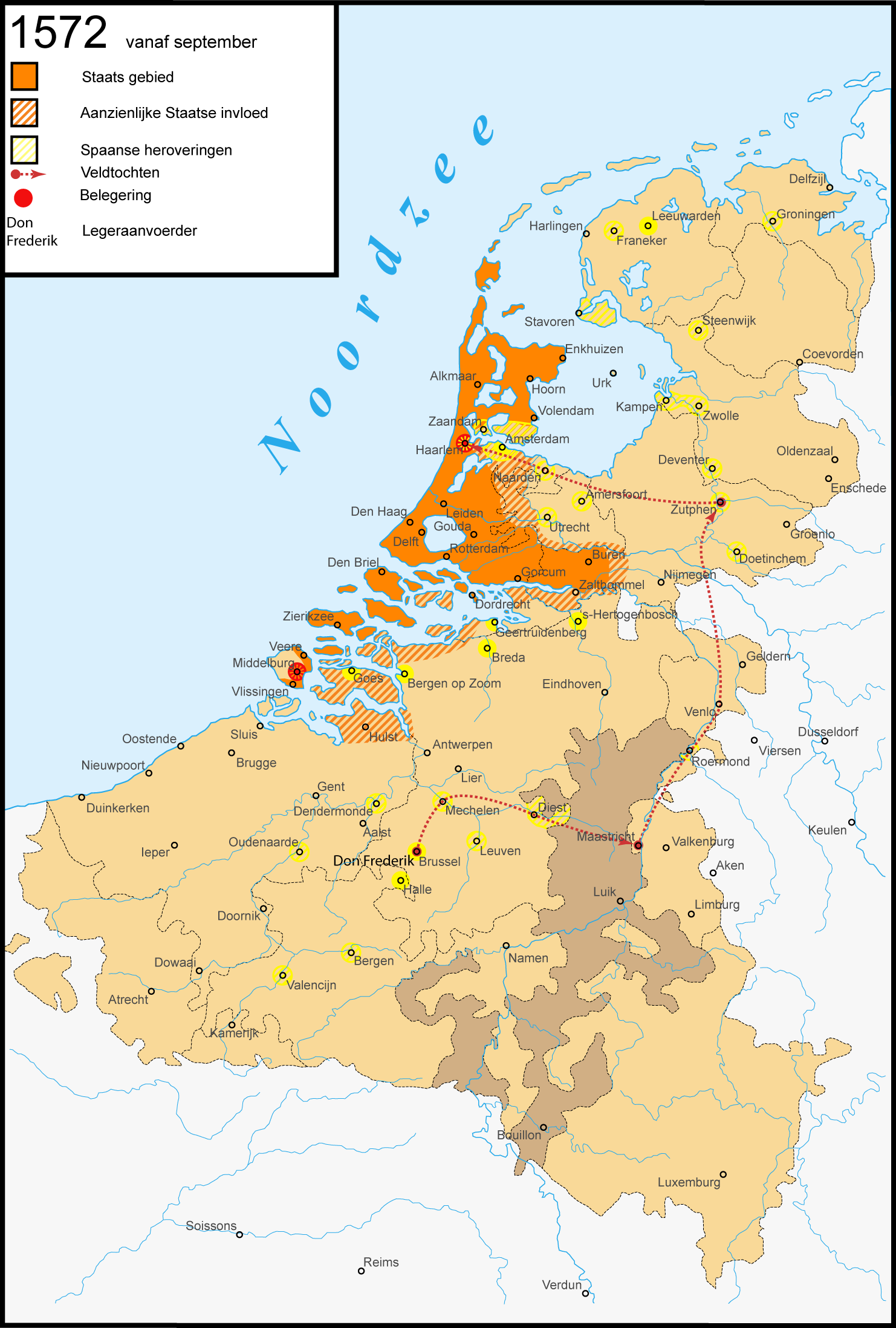
Don Frederiks veldtocht

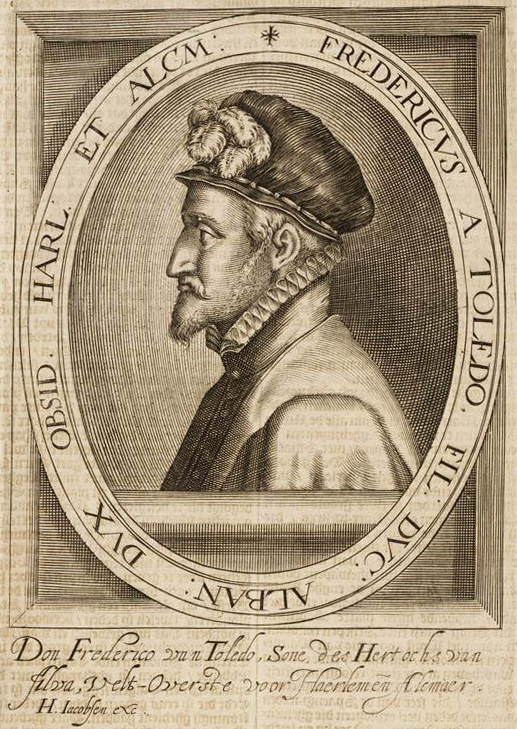
Don Frederik

Don Frederiks veldtocht was een veldtocht van de Spaanse generaal Fadrique Álvarez de Toledo, beter bekend als Don Frederik, de zoon van de hertog van Alva, aan het begin van de Tachtigjarige Oorlog. Deze duurde van begin oktober 1572 met de herovering van Mechelen tot 8 oktober 1573 met het Alkmaars ontzet. Zijn doel om alle opstandige steden in één veldtocht te heroveren was daarmee niet volledig geslaagd.

## Achtergrond
Na de inname van Den Briel door de Geuzen op 1 april, volgden er vele andere steden in Holland, Zeeland en Utrecht die voor de opstand kozen. Willem van Oranje startte daarop zijn tweede invasie en veroverde vele steden in Gelderland, Overijssel, Brabant, Henegouwen en Graafschap Vlaanderen, maar werd teruggedrongen door de landvoogd Alva en zijn zoon Don Frederik. Vader en zoon heroverden spoedig de steden Valencijn (augustus), Bergen (19 september) en Leuven.

## Don Frederiks veldtocht

### Opmars

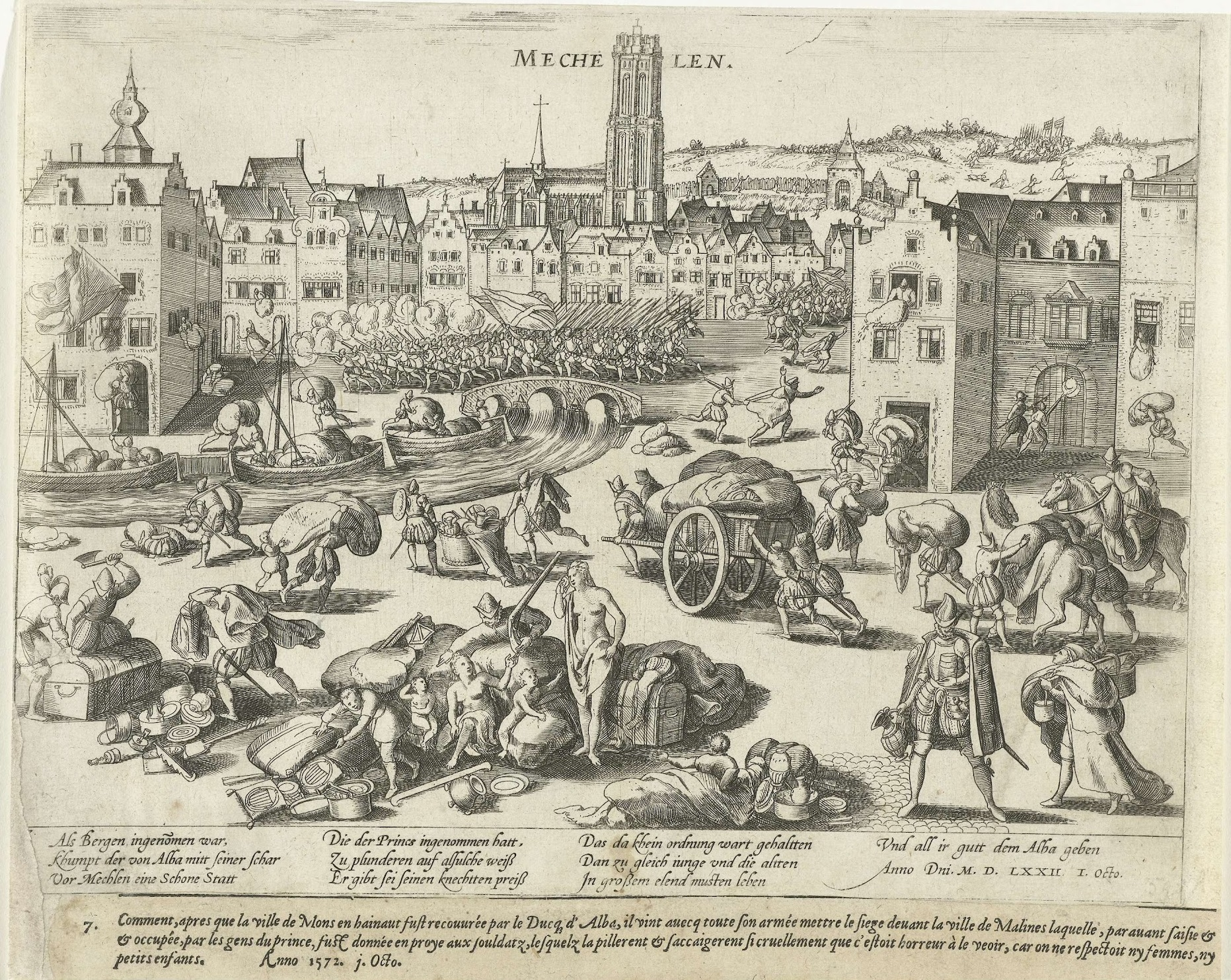
De Spaanse furie in Mechelen

De eerste stad waar Don Frederik aankwam was Mechelen, dat hij makkelijk heroverde en streng strafte (2–5 oktober). In Mechelen werd daags na de inname van deze stad op 6 oktober krijgsberaad gehouden. Het plan van Medina Celi was om via Zaltbommel en Utrecht naar het hart van Holland door te dringen. Dat plan werd afgewezen, Zaltbommel was in handen van de opstandelingen, deze zouden communicatie over de rivieren kunnen verstoren. Alva kwam met het plan om via een grote omweg over de Maas en Rijn naar het graafschap Zutphen te trekken, vandaar de IJssellinie te forceren en dan naar Holland trekken. Dat plan had als voordeel dat het overtrekken van Maas en Rijn geen problemen op zou leveren, terwijl door de bezetting van de IJssellinie de prins afgesneden zou zijn van Duitsland. Alva gaf Don Frederik de opdracht bij Maastricht de Maas, bij Lobith de Rijn over te steken, vandaar het graafschap Zutphen in. Alva zelf zou de veldtocht vanuit Nijmegen volgen. Hierna hernam hij Diest. Toen marcheerde Don Frederik met het leger naar Maastricht, dat de Spaanse koning Filips II trouw was gebleven. Daarna heroverde Frederik Roermond, de eerste stad die Willem van Oranje maanden ervoor had ingenomen.

### Graafschap Zutphen

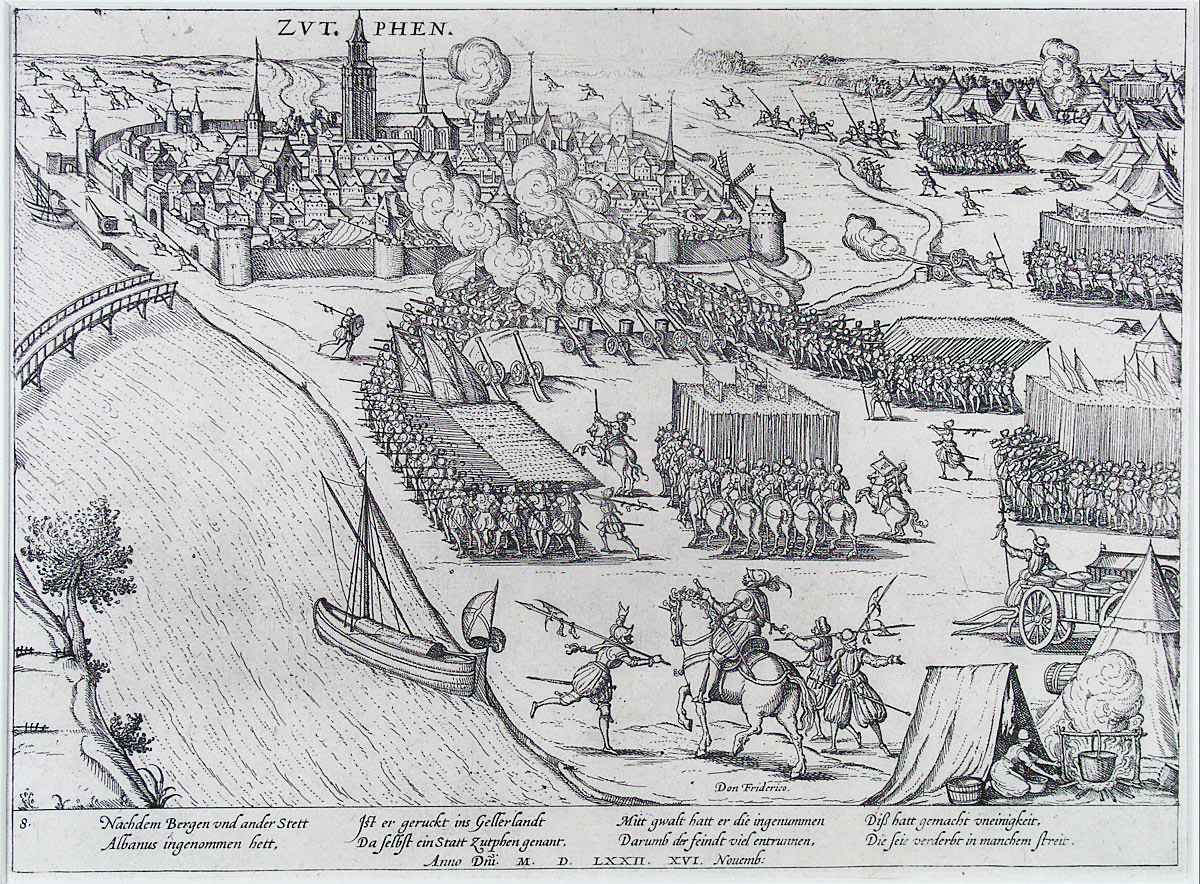
Don Frederik neemt Zutphen in

Don Frederik was tussen Lobith en Emmerik de Rijn overgetrokken, op 26 oktober trok Don Frederik naar Doetinchem waar hij enkele dagen verbleef, van Doetinchem verder naar Doesburg. Daar plaatste hij een bezetting onder Juan de Mendosa, die met ijzeren hand regeerde. Don Frederik nam op 10 november zijn intrek in het huis Empe (tussen Voorst en Zutphen) voor enkele dagen. Hij liet vanuit Empe de omgeving van Zutphen verkennen. Hij liet zijn leger dan op 12 november naar Zutphen trekken, waarschijnlijk stak hij bij Bronkhorst de IJssel over.  Op 17 november werd Zutphen heroverd, het 'Bloedbad van Zutphen'. Geschiedschrijving tot in de 21e eeuw maakte melding dat hierbij honderden inwoners geëxecuteerd werden. Nader onderzoek heeft duidelijk gemaakt dat dit beeld onjuist is  
Door deze herovering werden vele andere opstandige plaatsen (zoals Zwolle, Kampen en Amersfoort) afgeschrikt en ontmoedigd en gaven zich vrijwillig over. Don Frederik stuurde een deel van zijn leger naar het noorden, terwijl hij met het hoofdleger naar het westen trok. Ook steden als  Bolsward, Franeker en Sneek gaven zich over en aanvaardden Waalse garnizoenen. De IJssellinie was nu in Spaanse handen, Don Frederik kon nu zijn volle aandacht op Holland richten.

### Holland

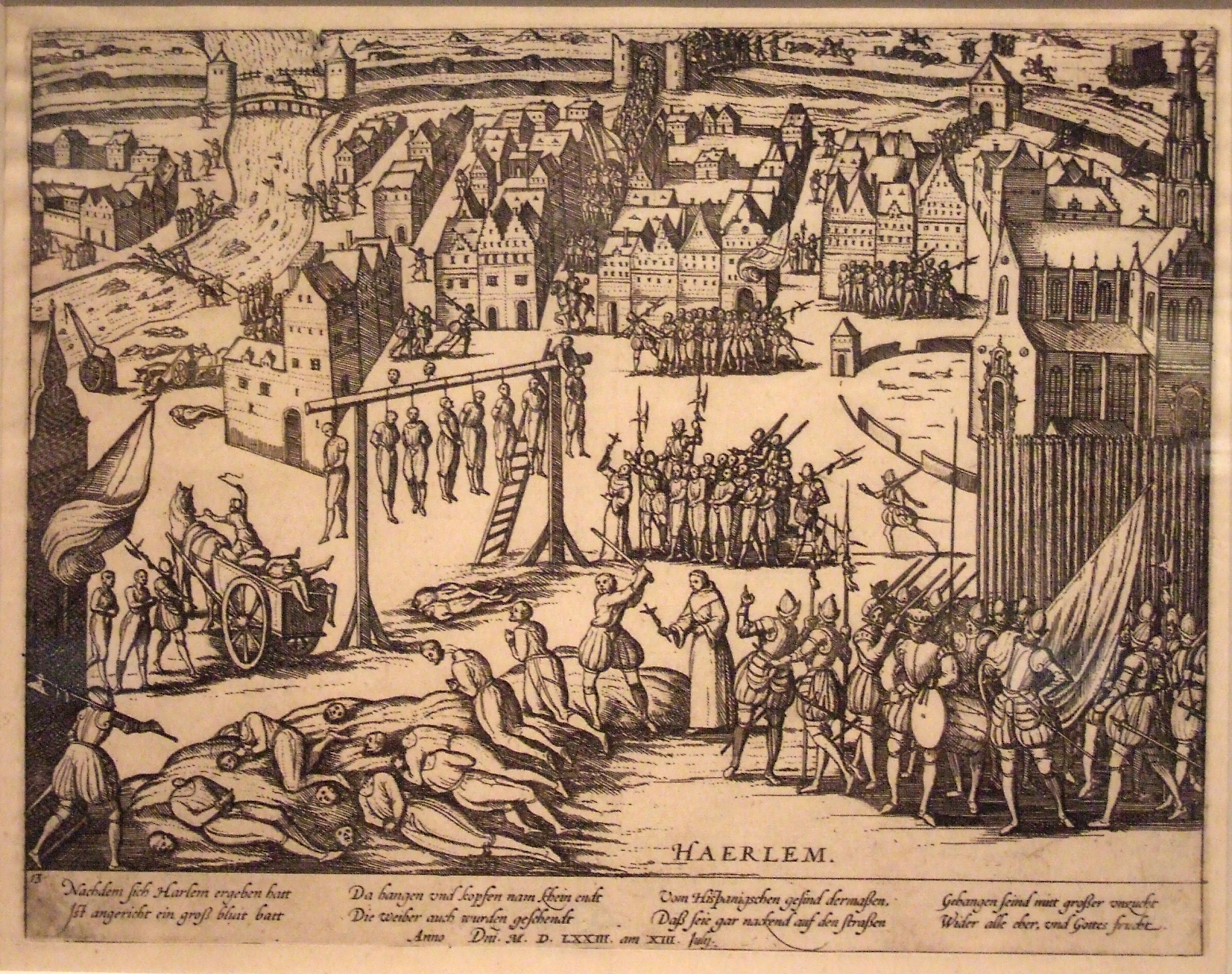
Executies door de Spanjaarden na de val van Haarlem

De Spaanse legers trokken nu via Utrecht naar Naarden. Naarden gaf zich niet meteen over omdat zij nog op Staatse steun uit Holland rekenden, maar die ondersteuning kwam er niet. Daarna trok een delegatie naar Don Frederik, die zelf in Bussum gelegerd was, om te onderhandelen. Er werd de inwoners zachtheid beloofd als zij zich overgaven. Dit deden de Naardenaars, maar de Spanjaarden hielden zich niet aan hun belofte en moordden de stad bijna uit en staken de stad in brand. Dit zou bekend komen te staan als het Bloedbad van Naarden.
Sinds november heerste er een strenge vorst in de Nederlanden. Op de Zuiderzee lag een Geuzenvloot, die in het kader van de Blokkades van Amsterdam de terugkerende Amsterdamse Oostzeevloot opwachtte. De ingevroren Geuzenvloot zou voor Don Frederik en zijn troepen nu een makkelijke prooi zijn. Don Frederik wilde na het verovering van Naarden tot aanval op de Geuzenvloot overgaan. Toen stak er een storm op, waardoor het ijs brak en de Geuzenvloot ontsnappen kon. Don Frederik wilde de achtervolging inzetten, maar toen draaide de wind ineens en Don Frederik moest opgeven. In Amsterdam werd Don Frederik feestelijk en warm ontvangen. Amsterdam was er bij gebaat dat Haarlem zou vallen, zij zouden zorgen voor aanvoer van levensmiddelen en krijgsbehoeften tijdens het beleg van Haarlem.
De nog overgebleven Hollandse en Zeeuwse steden keken nu wel uit zich over te geven en Don Frederik had dan ook de grootste moeite om Haarlem te overwinnen. Die stad hield het beleg zeven maanden uit totdat het werd heroverd op 13 juli 1573. Ook hier volgden vreselijke slachtingen onder de burgers.
Twee dagen na de Spaanse overwinning op Haarlem, op 17 juli 1573, arriveerde ook Alva in Amsterdam. De volgende morgen had hij een ontmoeting in Haarlem met Don Frederik, daarna ging Alva weer naar Utrecht voor krijgsberaad. Op 29 juli brak er een muiterij uit in Haarlem en Alva moest terugkeren om deze te bezweren. Vanuit Amsterdam volgde Alva vervolgens het beleg van Alkmaar.

### Einde van de veldtocht

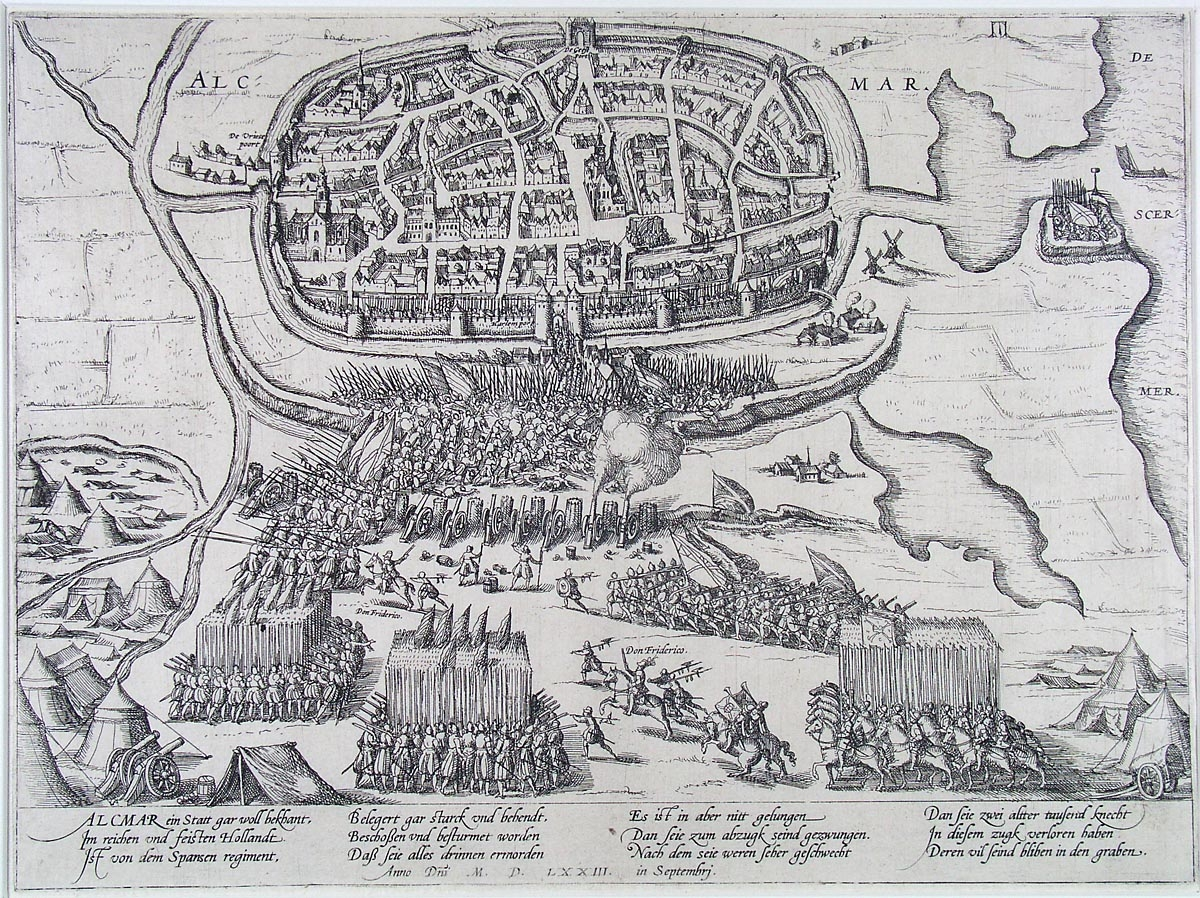
Het beleg van Alkmaar

Na het neerslaan van de muiterij spoedde Frederik zich naar Alkmaar, waar rond half augustus het beleg werd gestart. Door de dijken door te steken wisten de opstandelingen op 8 oktober zijn leger te verdrijven (zie Alkmaars Ontzet). Dit betekende het einde voor Don Frederiks campagne, want Filips II was ontzet dat Alva en zijn zoon niet in staat waren de rebellen te verslaan.

### Slag op de Zuiderzee

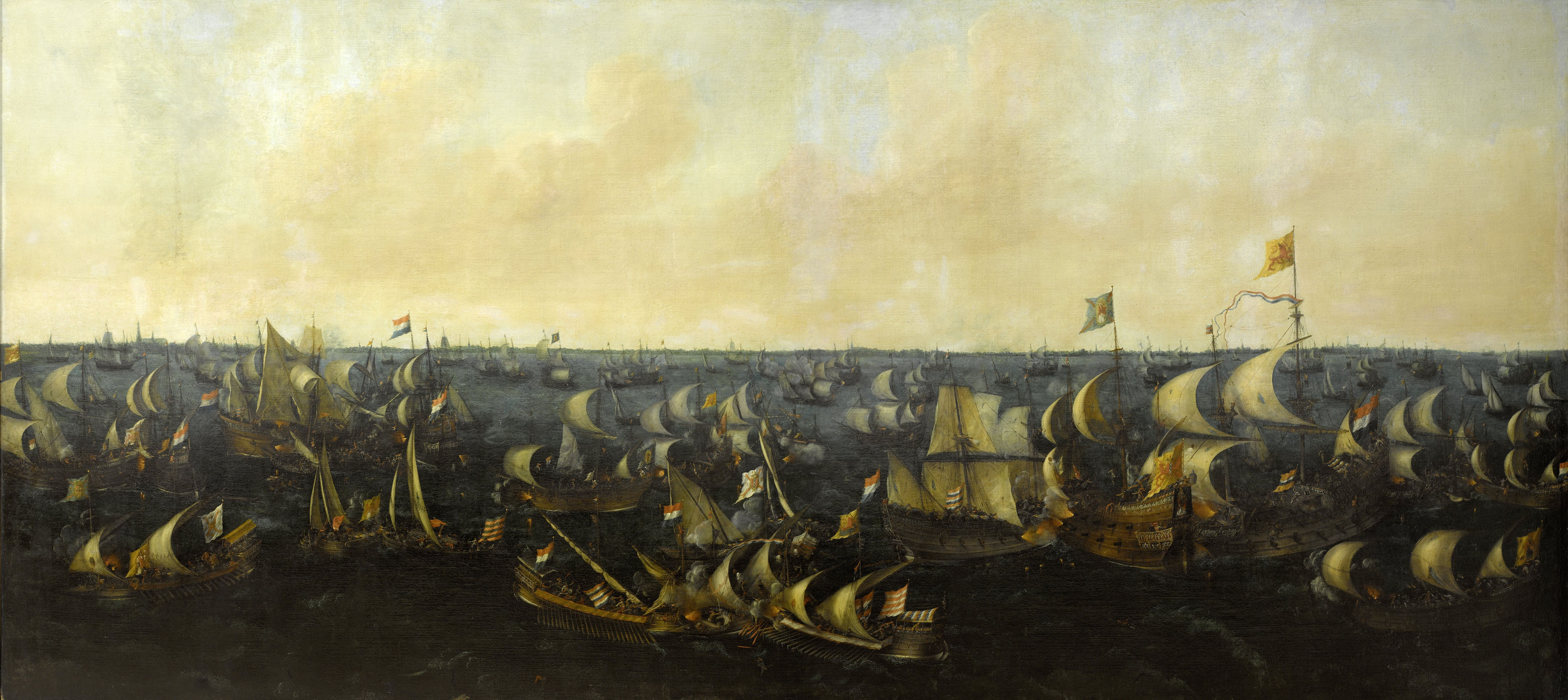
Schilderij van de slag door Abraham de Verwer

Alva dacht dat naast een veldtocht ook een aanval op West-Friesland vanaf de zee zeer effectief zou kunnen zijn. Hij hield in Amsterdam toezicht op de bouw van een vloot bestaande uit twaalf schepen en zes jachten die werd uitgerust voor dat doel. Het duurde tot 12 september voordat deze vloot gereed was. Het admiraalsschip droeg de veelzeggende naam "Inquisitie" en was zeer zwaar bewapend, zoiets hadden ze in Amsterdam nog nooit gezien. De hele vloot stond onder bevel van Bossu.
Op 3 oktober zeilde de vloot het IJ op. Al na enkele dagen stonden ze oog in oog met de Geuzenvloot, bestaande uit vijfentwintig schepen, onder bevel van Cornelis Dirkszoon. Drie dagen na het ontzet van Alkmaar, 11 oktober 1573, behaalden Dirkszoon en zijn vloot een schitterende overwinning, de Spaanse vloot werd voor de helft gekelderd, Bossu werd als gevangene binnen Hoorn gebracht.
Alva verloor zijn prestige na deze nederlagen. Op 23 oktober vielen meer dan 2000 scheepslieden bij Alva over de vloer om twee maanden loon te eisen. Als oplichter vluchtte hij bankroet in de nacht van 28 op 29 oktober de stad uit. Alva en Don Frederik werden vervangen door Requesens.